# 待乳山楯之亟 (文久)
待乳山 楯之亟（まつちやま たてのじょう、生年不明 - 1862年5月10日〈文久2年4月12日〉）は、入間川部屋及び待乳山部屋に所属した元力士。本名・身長・体重とも不明。。下総国香取郡（現在の千葉県旭市）出身。最高位は西前頭8枚目。

## 人物
1851年11月場所で初土俵（二段目〈現在の幕下〉）を踏んだ。1858年11月場所で西十両8枚目（十枚目格）に昇進。1860年2月場所で6勝2敗1預の優勝相当成績を挙げた。翌1860年10月場所より園部藩のお抱えとなり、1861年10月場所で新入幕を果たした。この場所でも6勝3敗1休の好成績を挙げ、将来の躍進が期待されたが、翌1862年3月場所後の4月12日に急逝。死因等の詳しいことは不明だが、現役中より4代待乳山を襲名していた二枚鑑札であり、過労が祟ったと伝わる。とは言え、死の直前の場所でも休場まで4勝1敗と前場所に続き好成績を挙げており、将来を嘱望された矢先の悲運の急逝でもあった。
幕内通算 2場所 10勝4敗6休の成績を残した。優勝相当成績1回（十両時代の1860年2月場所）。
改名歴なし。